# EXQI Sport
EXQI Sport was een Vlaamse televisiezender. De zender zond enerzijds sporten uit die minder media-aandacht krijgen van andere zenders, sporten zoals hockey, jumping, snowboarding, A1gp. Anderzijds ook bekende sporten als voetbal (EXQI League, wedstrijden uit de UEFA Europa League), wedstrijden uit de Winterspelen in Vancouver 2010, tennis (Telenet Open, Davis Cup).

## Sporten
- A1GP (Autosport)
- Baanwielrennen
- Badminton
- Basketbal (ook de Belgische teams)
- Euro Hockey League
- Jumping
- Party Poker
- Saab Salomon Mountain X-Race (Autosport)
- Tafeltennis
- UEFA Europa League (Voetbal)
- Uefa Cup Futsal (Zaalvoetbal)
- Veldrijden (met onder andere de Scheldecross voor vrouwen)
- Wielrennen
- World Dog Sport
- Extreme Sports
- Tennis
- Wielrennen
- Korfbal

## Programma's
- EXQI Sport HIGHLIGHTS
- EXQI Sport LIVE
- CIRQUE BELGIQUE
- Club tv's

## Ontvangen
Gratis bij de meeste providers van digitale televisie zoals:
- Belgacom
- Coditel
- Eutelsat
- Indi
- Numericable
- Telenet

Geschiedenis van de Vlaamse televisie